# Clive Nolan
Clive Ashley Nolan, brytyjski kompozytor, wokalista, klawiszowiec i producent, reprezentujący rock neoprogresywny, członek licznych zespołów: Arena, Pendragon, Shadowland, Neo, Casino, Strangers On A Train i innych.

## Przebieg kariery
Clive Nolan sławę zyskał jako klawiszowiec zespołu Pendragon, do którego to wciągnął go przyjaciel z dzieciństwa, Nick Barrett. Od tego czasu brał udział w wielu progresywnych projektach.
- 1992–1996 - grał w zespole Shadowland
- 1993–1994 - grał w zespole Strangers on the Train
- 1995 - założył wraz z Mickiem Pointerem zespół Arena. Zespół działa do dzisiaj
- 1998 - zagrał klawiszowe sola na albumie Ayreon Into the Electric Castle
- 1999 - wraz z Oliverem Wakemanem stworzył album Jabberwocky, w którego tworzeniu wzięły udział takie sławy jak Peter Banks (Yes), Peter Gee (Pendragon), Ian Salmon (Shadowland, Janison Edge, Tracy Hitchings (Quasar, Gandalf, Strangers on a Train, Landmarq), Rick Wakeman, Michelle Young
- 2000 - ponownie grał na albumach Ayreon - Universal Migrator Part 1: The Dream Sequencer (utwór 2084) oraz Universal Migrator Part 2: Flight of the Migrator (utwór Into the Black Hole)
- 2002 - ponownie nagrał album z Oliverem Wakemanem - rock operę, adaptację Psa Baskerville’ów (The Hound of the Baskervilles)
- 2003 - napisał teksty do albumu zespołu Edge of Sanity - Crimson II
- 2003 - nagrał solowy album Skeletons in the Cupboard
- 2003 - zagrał na albumie Johna Wettona - Rock of Faith
- 2004 - zaśpiewał chórki na albumie Dragonforce - Sonic Firestorm
- 2005 - wraz z Agnieszką Świtą założył duet Caamora
- 2006 - wraz z Nickiem Barrettem odbył trasę koncertową, na której wykonali utwory Pendragona w wersji na fortepian i akustyczną gitarę
- 2006 - założył neoprogresywną supergrupę Neo
- 2007 - napisał rock operę She, następnie nagraną przez Caamorę i gości